# Wuilker Faríñez
Wuilker Faríñez Aray, né le 15 février 1998 à Caracas, est un footballeur international vénézuélien. Il évolue au poste de gardien de but au Rionegro Águilas, en prêt de Caracas FC.

## Carrière

### Carrière en club

#### Caracas FC (2014-2017)
Wuilker Faríñez signe son premier contrat professionnel d'une durée de trois ans en juin 2013. Il joue son premier match avec l'équipe première du Caracas FC en octobre 2014 lors d'un match de coupe du Venezuela. Il bat le record d’invincibilité du club lors de la saison 2015 en n'encaissant aucun but durant plus de six cents minutes consécutives.

#### Millonarios (2018-2021)
En 2018, il signe dans le club Millonarios en Colombie . Son talent indéniable y est reconnu et très apprécié. Il devient même titulaire dans les cages très rapidement. Signifiant un peu plus sa montée en puissance.

#### RC Lens (2020-2024)
Le 24 juin 2020, le RC Lens annonce l'arrivée de Wuilker sous la forme de prêt, d'une durée d'un an, avec option d'achat. À son arrivée en France il a été testé positif au coronavirus et placé à l’isolement pendant 14 jours. Wuilker joue son premier match avec le Racing le mercredi 23 décembre 2020 lors de la réception du Stade brestois 29 au stade Bollaert-Delelis (victoire lensoise 2 buts à 1), en remplacement de Jean-Louis Leca blessé à la 85è minute. Il encaissera un pénalty touché de Gaëtan Charbonnier à la 90+4è minute.
Le 24 mai 2021, Fariñez s'engage définitivement au Racing jusqu'en 2024. 
Lors de la saison 2021-2022, il s'illustre lors d'un derby face au LOSC Lille comptant pour les seizièmes-de-finale de Coupe de France, en arrêtant un pénalty décisif face à Renato Sanches lors de la séance de tirs au but.
En milieu de saison 2021-2022, une rotation est mise en place par l'encadrement technique lensois entre Faríñez et Jean-Louis Leca. Chacun joue deux matchs d'affilée puis laisse sa place à son collègue. L'objectif est de préparer Faríñez à devenir seul titulaire en 2022-2023, ce qui est remis en question en juin 2022 en raison de sa rupture du ligament croisé du genou gauche. En décembre, le club lensois annonce que Faríñez doit subir une nouvelle opération, ce qui met fin à sa saison 2022-2023.
Le 18 janvier 2024, le club artésien libère Wuilker Faríñez de son contrat, le portier vénézuélien n'aura joué que 20 matchs en trois saisons dans le Pas-de-Calais.  

### En sélection
Faríñez dispute le championnat de la CONMEBOL des moins de 17 ans en 2015 et joue quatre matchs dont l'un remarqué face au Brésil,. Retenu pour le championnat de la CONMEBOL des moins de 20 ans en 2017, il est le gardien qui concède le moins de but durant la compétition. Durant la coupe du monde des moins de 20 ans en 2017, il n'encaisse aucun but en 506 minutes, et en marque un.
Il est sélectionné dans une liste élargie pour la Copa América 2015 et devient le plus jeune joueur à participer au tournoi. Il honore sa première sélection le 24 mai 2016 lors d'un match amical contre le Panama. Il dispute son premier grand tournoi international lors de la Copa América 2019, compétition dans laquelle le Venezuela s'inclinera en quarts-de-finale contre l'Argentine de Lionel Messi. Deux ans plus tard, il est convoqué pour jouer la Copa América 2021, le Venezuela sortira dès la phase de groupes. 
Lors d'un entraînement en sélection en juin 2022, il se blesse et subit une rupture du ligament croisé du genou gauche.

## Statistiques

### Statistiques Générales
| Saison                | Club                  | Championnat           | Championnat | Championnat | Coupe(s) nationale(s) | Coupe(s) nationale(s) | Compétition(s) continentale(s) | Compétition(s) continentale(s) | Compétition(s) continentale(s) | Venezuela | Venezuela | Total | Total |
| Saison                | Club                  | Division              | M.          | B.          | M.                    | B.                    | Comp.                          | M.                             | B.                             | M.        | B.        | M.    | B.    |
| 2014-2015             | Caracas FC            | Primera División      | 0           | 0           | 1                     | 0                     | -                              | -                              | -                              | -         | -         | 1     | 0     |
| 2015                  | Caracas FC            | Primera División      | 20          | 0           | 3                     | 0                     | -                              | -                              | -                              | -         | -         | 23    | 0     |
| 2016                  | Caracas FC            | Primera División      | 32          | 0           | 1                     | 0                     | CL                             | 2                              | 0                              | 1         | 0         | 36    | 0     |
| 2017                  | Caracas FC            | Primera División      | 24          | 0           | 1                     | 0                     | CS                             | 1                              | 0                              | 7         | 0         | 33    | 0     |
| Sous-total            | Sous-total            | Sous-total            | 76          | 0           | 6                     | 0                     | -                              | 3                              | 0                              | 8         | 0         | 93    | 0     |
| 2018                  | Millonarios FC        | Liga Dimayor I+II     | 33          | 0           | 5                     | 0                     | CL+CS                          | 6+4                            | 0                              | 3         | 0         | 51    | 0     |
| 2019                  | Millonarios FC        | Liga Dimayor I+II     | 34          | 0           | 1                     | 0                     | -                              | -                              | -                              | 11        | 0         | 46    | 0     |
| 2020                  | Millonarios FC        | Liga Dimayor I        | 6           | 0           | -                     | -                     | CS                             | 2                              | 0                              | -         | -         | 8     | 0     |
| Sous-total            | Sous-total            | Sous-total            | 73          | 0           | 6                     | 0                     | -                              | 12                             | 0                              | 14        | 0         | 105   | 0     |
| 2020-2021             | RC Lens (prêt)        | Ligue 1               | 3           | 0           | 2                     | 0                     | -                              | -                              | -                              | 7         | 0         | 12    | 0     |
| 2021-2022             | RC Lens               | Ligue 1               | 13          | 0           | 2                     | 0                     | -                              | -                              | -                              | 11        | 0         | 26    | 0     |
| 2022-2023             | RC Lens               | Ligue 1               | -           | -           | -                     | -                     | -                              | -                              | -                              | -         | -         | 0     | 0     |
| 2023-2024             | RC Lens               | Ligue 1               | -           | -           | -                     | -                     | -                              | -                              | -                              | -         | -         | 0     | 0     |
| Sous-total            | Sous-total            | Sous-total            | 16          | 0           | 4                     | 0                     | -                              | -                              | -                              | 18        | 0         | 38    | 0     |
| Total sur la carrière | Total sur la carrière | Total sur la carrière | 165         | 0           | 16                    | 0                     | -                              | 15                             | 0                              | 40        | 0         | 236   | 0     |

## Palmarès

### En club
| Millonarios FC (1)                                |
| ------------------------------------------------- |
| - Superliga Colombiana (1) : - Vainqueur en 2018. |

### Distinctions individuelles
Il est nommé dans l'équipe-type de la première division vénézuélienne lors de la saison 2016.